# Hymenaea protera
Hymenaea protera és una planta prehistòrica extinta, era un arbre de la família fabàcia, l'antecessor probable de l'actual gènere Hymenaea. Molts ambres neotropicals provenen de la seva resina fossilitzada incloent el famós ambre de la Dominica.
H. protera creixia des del sud de Mèxic a les Antilles, a través de sudamèrica i el continent africà.
El 1993, un ADN del cloroplast d'una edat de 35-40 milions d'anys va poder ser extret d'una fulla fossilitzada de H. protera, preserveda en ambre de les mines La Toca, República Dominicana.